# Яким Любомир Антонович
Любомир Антонович Яким (6 вересня 1936, с. Воля — вересень 2014) — український поет-пісняр, композитор, музикант, педагог. Став відомий завдяки пісні «Ой, смереко».

## Життєпис
У 1955 закінчив Самбірське педучилище, відділення початкових класів. У 1980 закінчив музично-педагогічний факультет Дрогобицького педінституту ім. І.Франка.
Працював учителем музики і співів середньої школи, художнім керівником, директором Будинку культури у смт Підбужі.
2007 у дрогобицькому видавництві «Посвіт» вийшов збірник його пісень для дітей «Дзвіночок кличе».
Підготував збірник естрадних пісень «Моя пісня», до якого увійшла знаменита «Смерека».
Любомир Яким помер раптово у вересні 2014 року на 79 році життя, переживши на півроку свою дружину Іванну, з якою виростили двох дітей і три роки тому відсвяткував золоте весілля.

## Відзнаки
- Відмінник освіти України,
- Нагороджений більше як 30-ма грамотами, дипломами та іншими відзнаками.